# Шелія Гіоргі Леванович
Гіоргі Леванович Шелія (рос. Гио́рги Лева́нович Ше́лия, нар. 11 грудня 1988, Москва, Росія) — російський футболіст, воротар клубу «Ахмат».

## Ігрова кар'єра
Гіоргі Шелія народився у місті Москва і є вихованцем столичного клубу «Динамо». Пізніше він приєднався до молодіжної команди брянського «Динамо» і саме в цій команді воротар дебютував на професійному рівні у 2010 році.
З 2012 року в кар'єрі Шелія були клуби Першої ліги «Балтика» і «Єнісей». У красноярській команді Гіоргі забронював за собою постійне місце в основі, що привернуло до нього увагу клубів РПЛ і взимку 2016 року він приєднався до клубу «Уфа». Свою першу гру у вищому дивізіоні воротар провів 6 березня 2016 року.
Два сезони Шелія провів у клубі «Тамбов», з яким виграв турнір ФНЛ 2018/19. А влітку 2020 року футболіст приєднався до грозненського «Ахмату». У травні 2022 року Шелія продовжив контракт з клубом до кінця сезону 2023/24.

## Титули
Тамбов
- Переможець ФНЛ: 2018/19